# 百合 (植物)
百合（学名：Lilium brownii var. viridulum），也叫家百合、白百合、天香百合、夜合花、麝香百合、博多百合、唐百合，是百合科百合属植物野百合的一个变种，分布于安徽、福建、甘肃、广西、贵州、河北、河南、湖北、湖南、江苏、江西、陕西、山西、四川、云南、浙江等地。百合与野百合原变种（学名：Lilium brownii var. brownii）的区别在于野百合的叶片为披针形至条形，而百合的叶片为倒披针形至倒卵形。

## 《本草纲目》释名
（音藩）、强瞿（《别录》）、蒜脑薯。
《别录》曰︰一名摩罗，一名重箱，一名中逢花。
吴普曰︰一名重迈，一名中庭。
弘景曰︰百合，俗人呼为强仇，仇即瞿也，声之讹耳。
时珍曰︰百合之根，以众瓣合成也。或云专治百合病故名，亦通。其根如大蒜，其味如山薯，故俗称蒜脑薯。
顾野王《玉篇》亦云︰乃百合蒜也。此物花、叶、根皆四向，故曰强瞿。凡物旁生谓之瞿，义出《韩诗外传》。

## 栽培和用途
百合的鳞茎为中国传统食材和药材，汉魏六朝的《神农本草经》《金匮要略》《名医别录》已经记载了百合的药用价值。其栽培历史至少有一千多年，唐末或五代的《四时纂要》详细记载了百合的栽培方法。宋代出现大量吟咏百合花的诗词，说明百合的观赏价值至少从宋代开始受到重视。
龙牙百合是百合长期栽培产生的优良地方品种，与卷丹、兰州百合并称中国三大食用百合，以湖南隆回与江西万载所产最为著名。

## 附注
1. ↑  亦作䪤，音。